# Редьківка (Новобілоуська сільська громада)
Ре́дьківка — село в Україні, у Новобілоуській сільській громаді Чернігівського району Чернігівської області. Населення становить 385 осіб. До 2020 орган місцевого самоврядування — Редьківська сільська рада.

## Історія
«Стара» Редьківка виникла 1689 року як поселення при рудні.
Все село повністю побудоване у 1991-92 роках для переселених із забрудненої внаслідок Чорнобильської катастрофи зони жителів села Редьківка Ріпкинського району. Для переселенців було споруджено 174 будинки.
12 червня 2020 року, відповідно до розпорядження Кабінету Міністрів України № 730-р від «Про визначення адміністративних центрів та затвердження територій територіальних громад Чернігівської області», село увійшло до складу Новобілоуської сільської громади.
19 липня 2020 року, в результаті адміністративно-територіальної реформи та ліквідації колишнього Чернігівського району, село увійшло до складу новоутвореного Чернігівського району.

## Транспорт
Станом на 2011 рік до села їздив маршрут 118 (із Чернігова) та маршрут «Чернігів-Довжик».

## Галерея

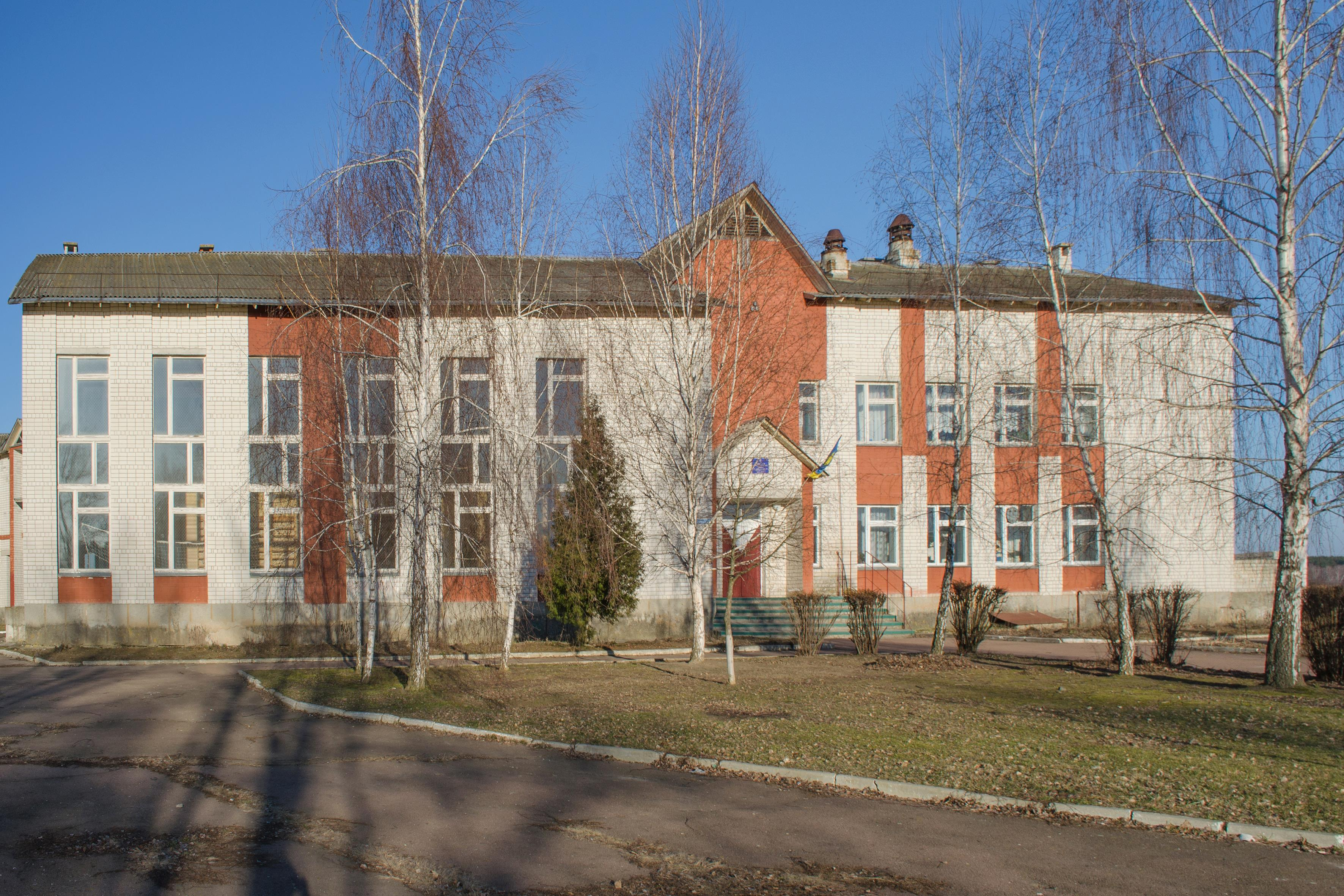
Школа
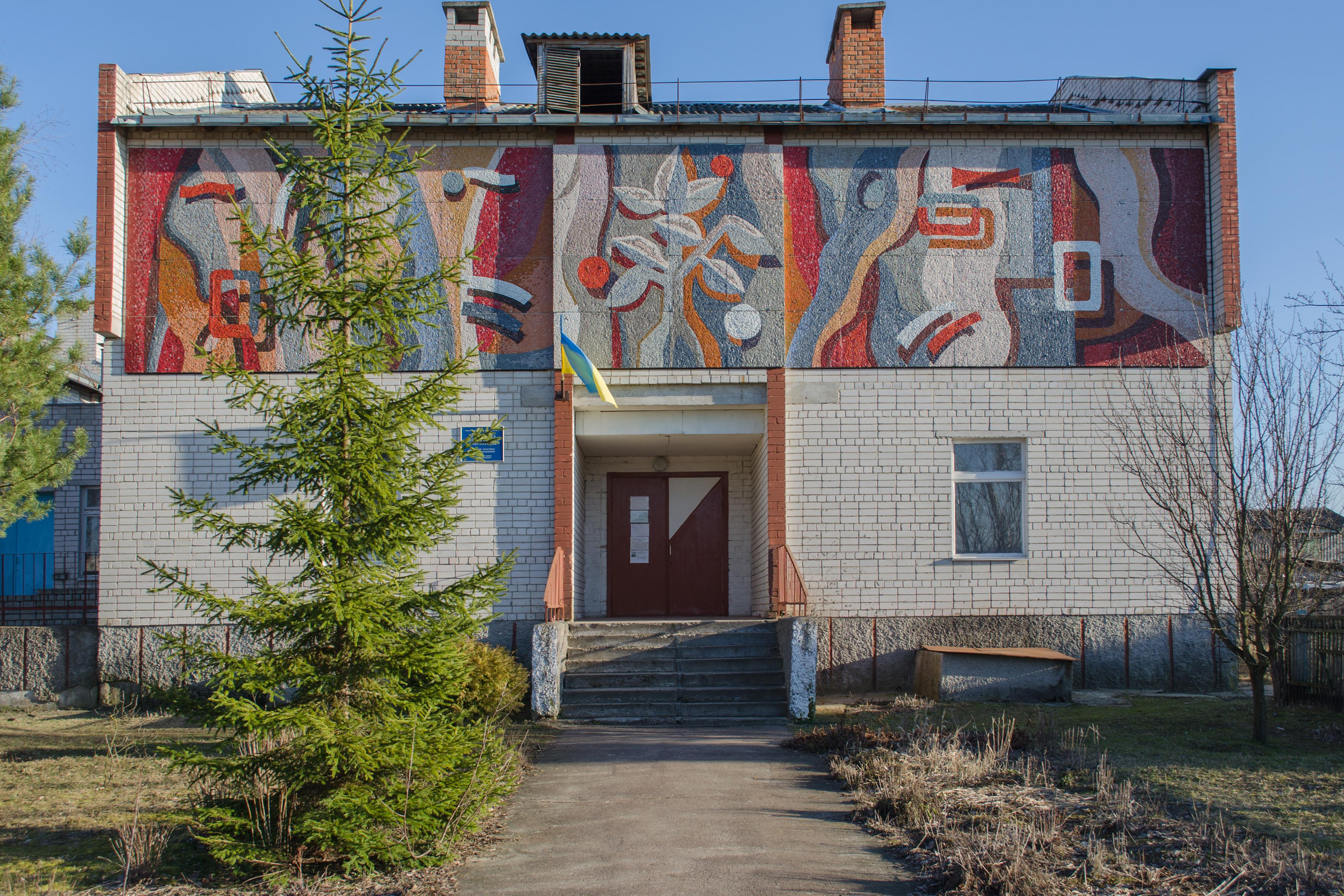
Амбулаторія
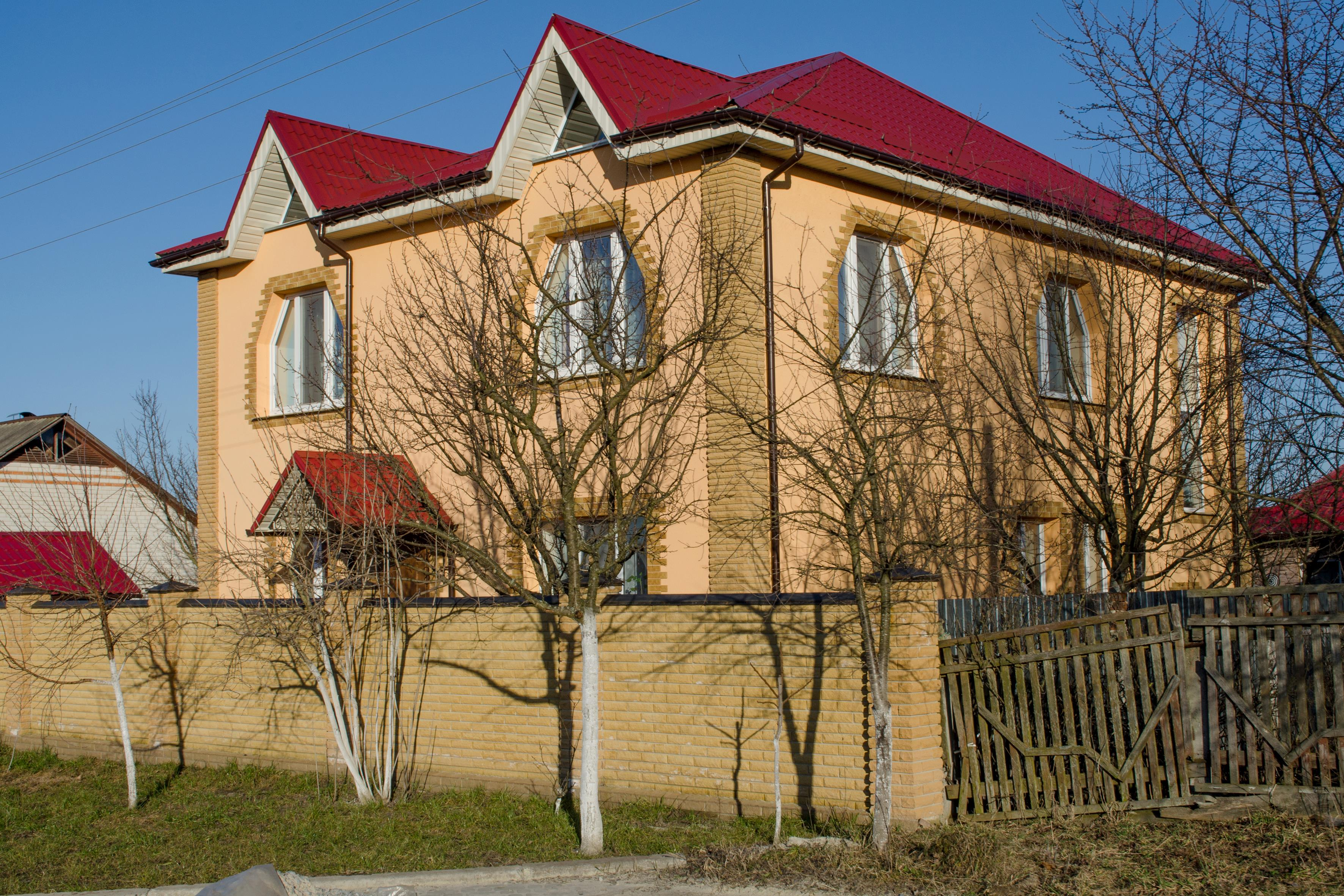
Новий будинок
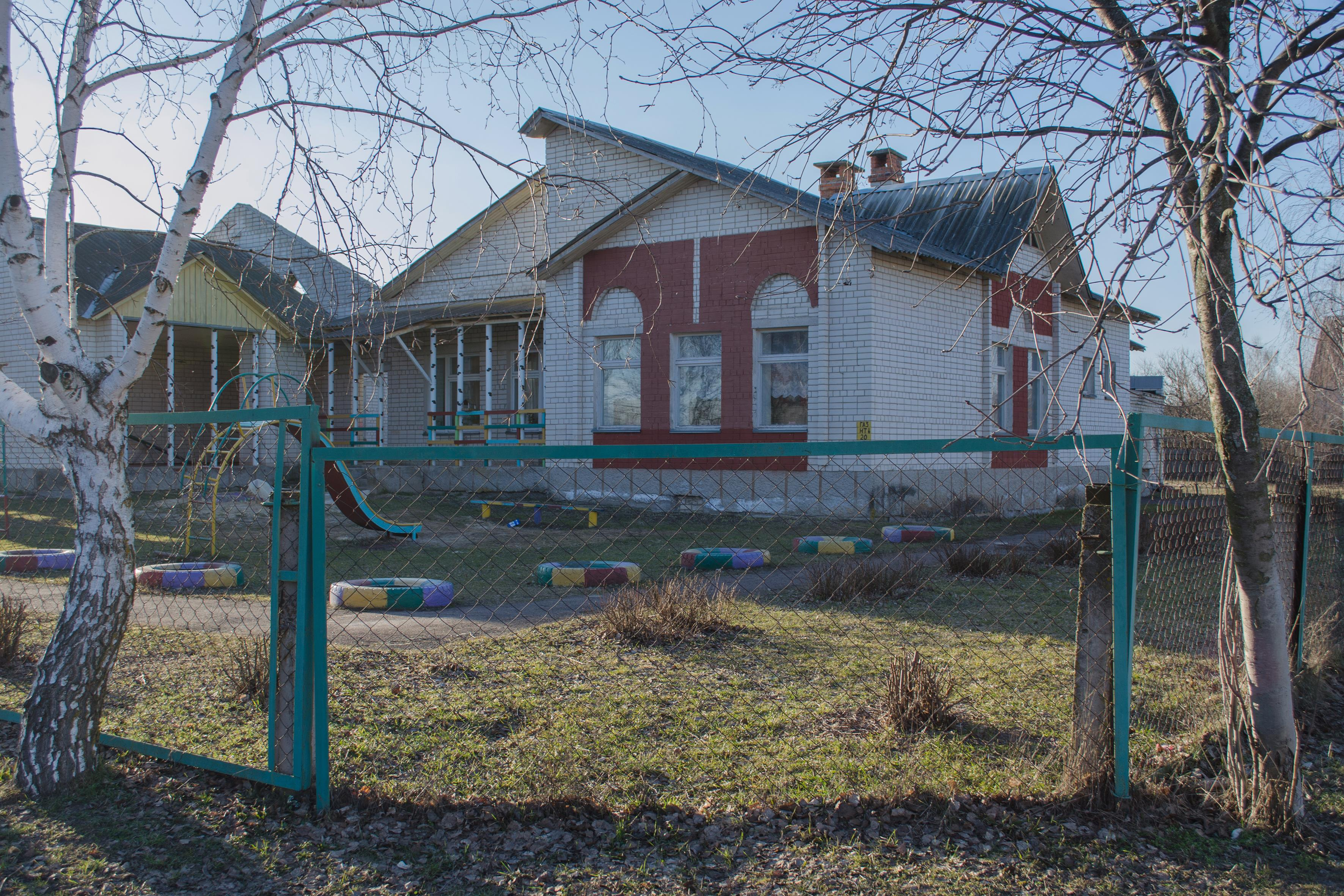
Дитячий садок
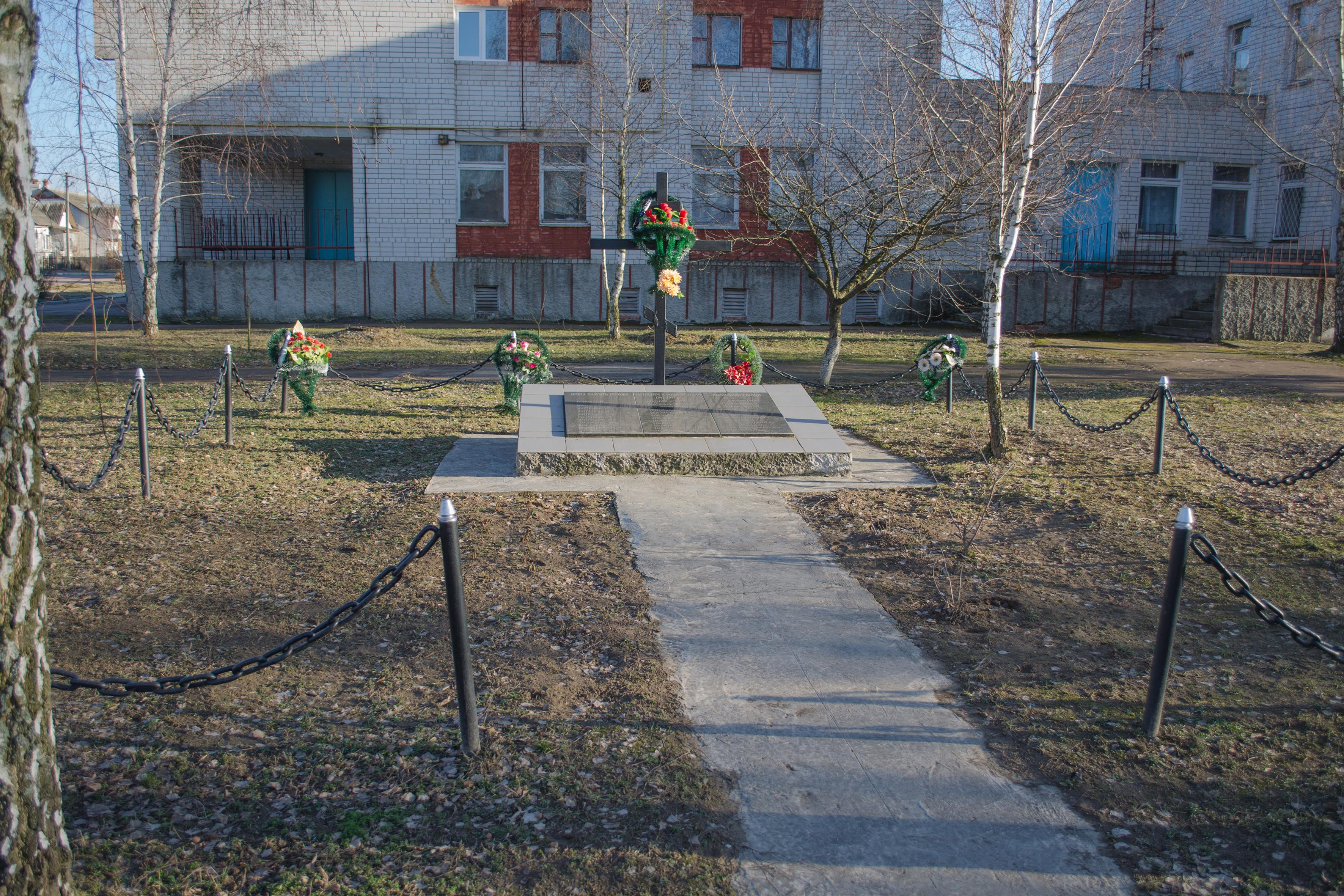
Пам'ятник
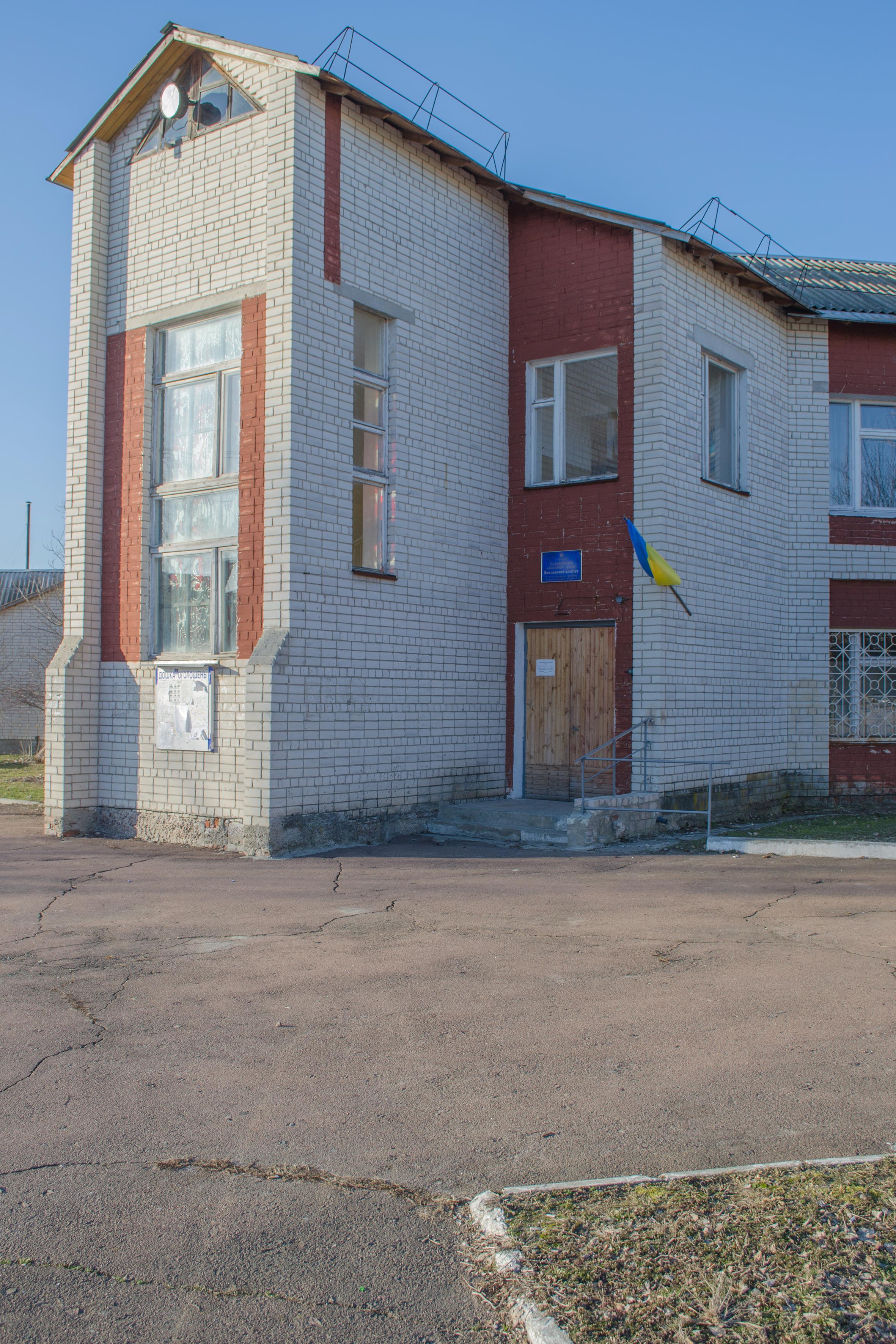
Сільська рада
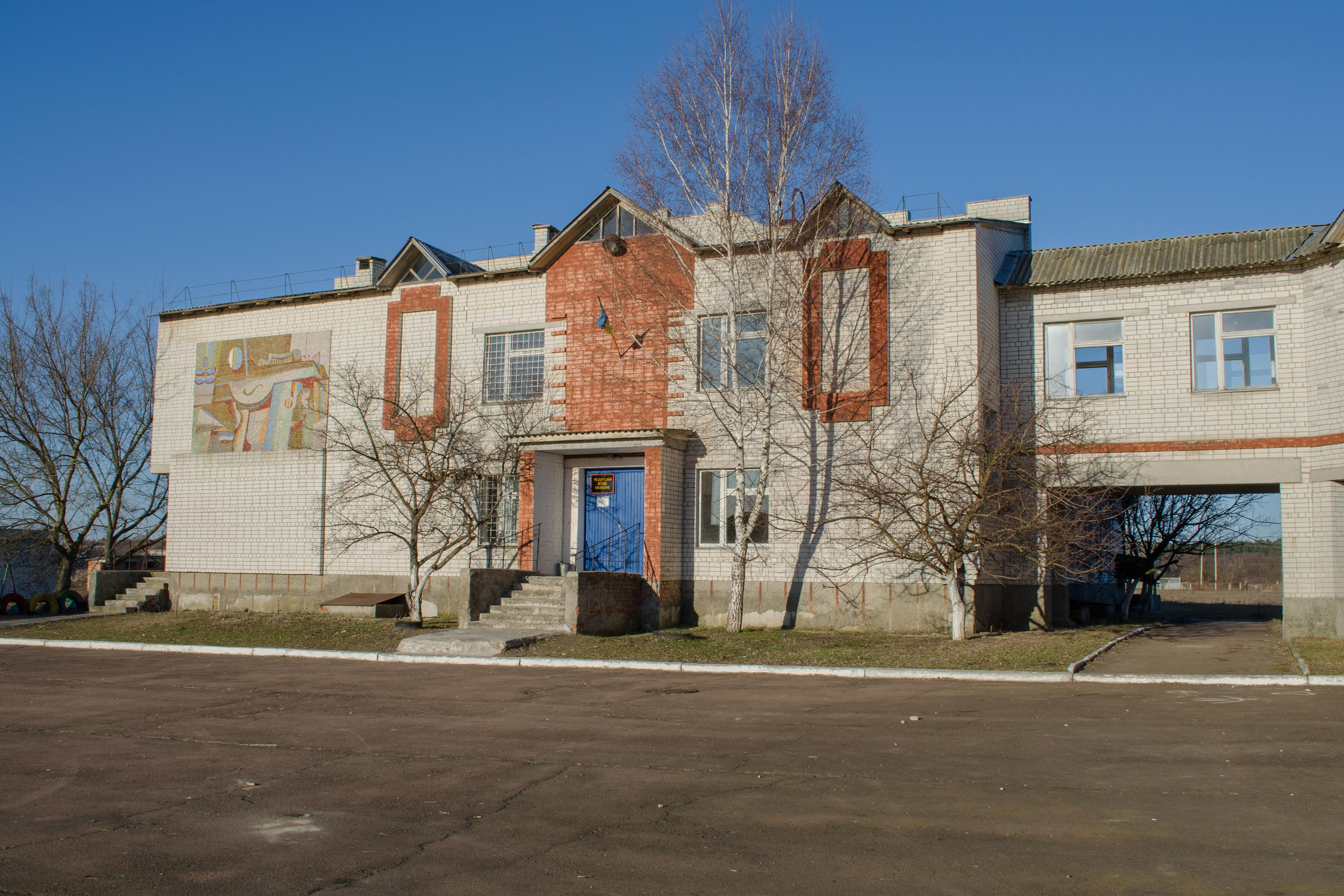
Клуб-бібліотека
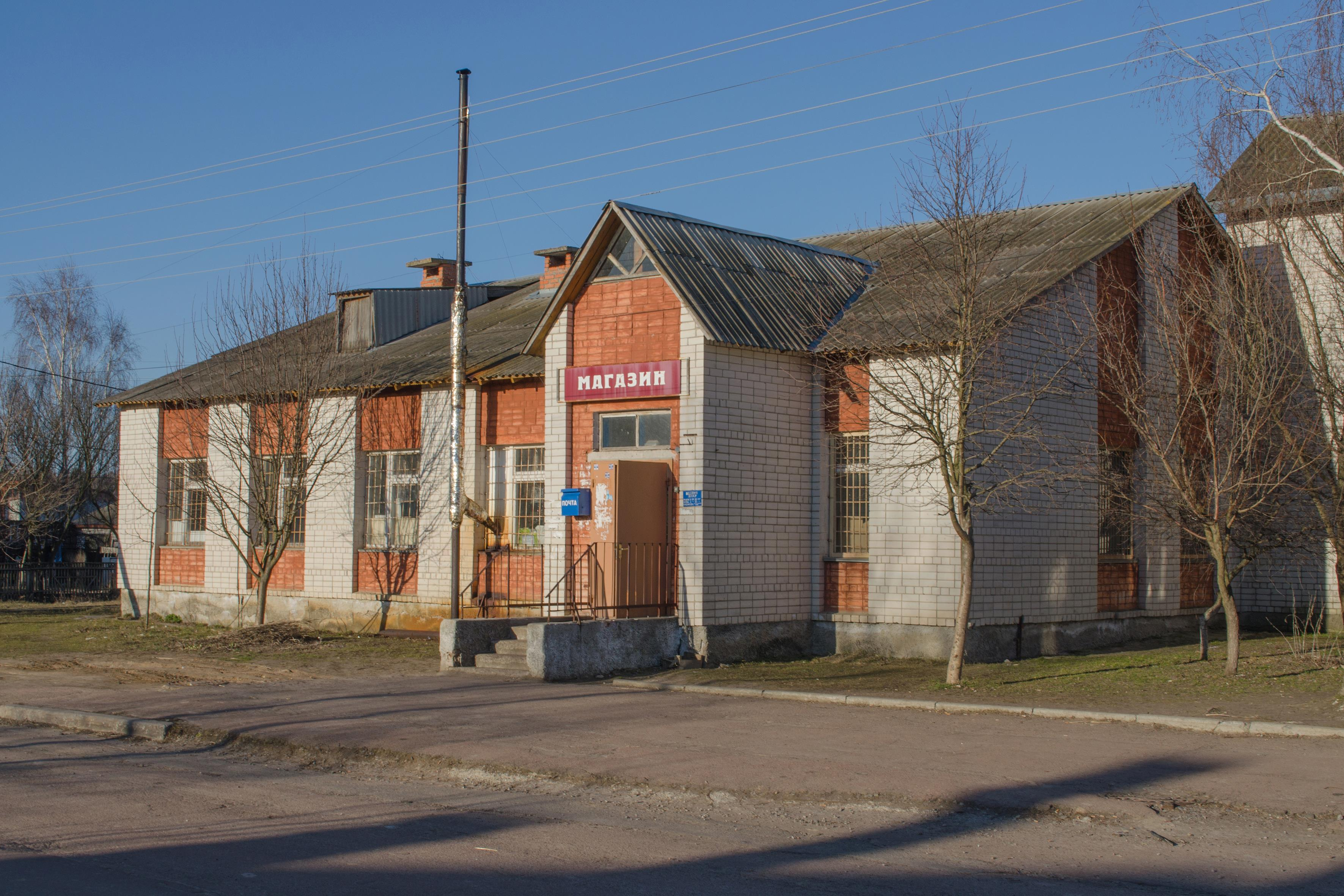
Магазин
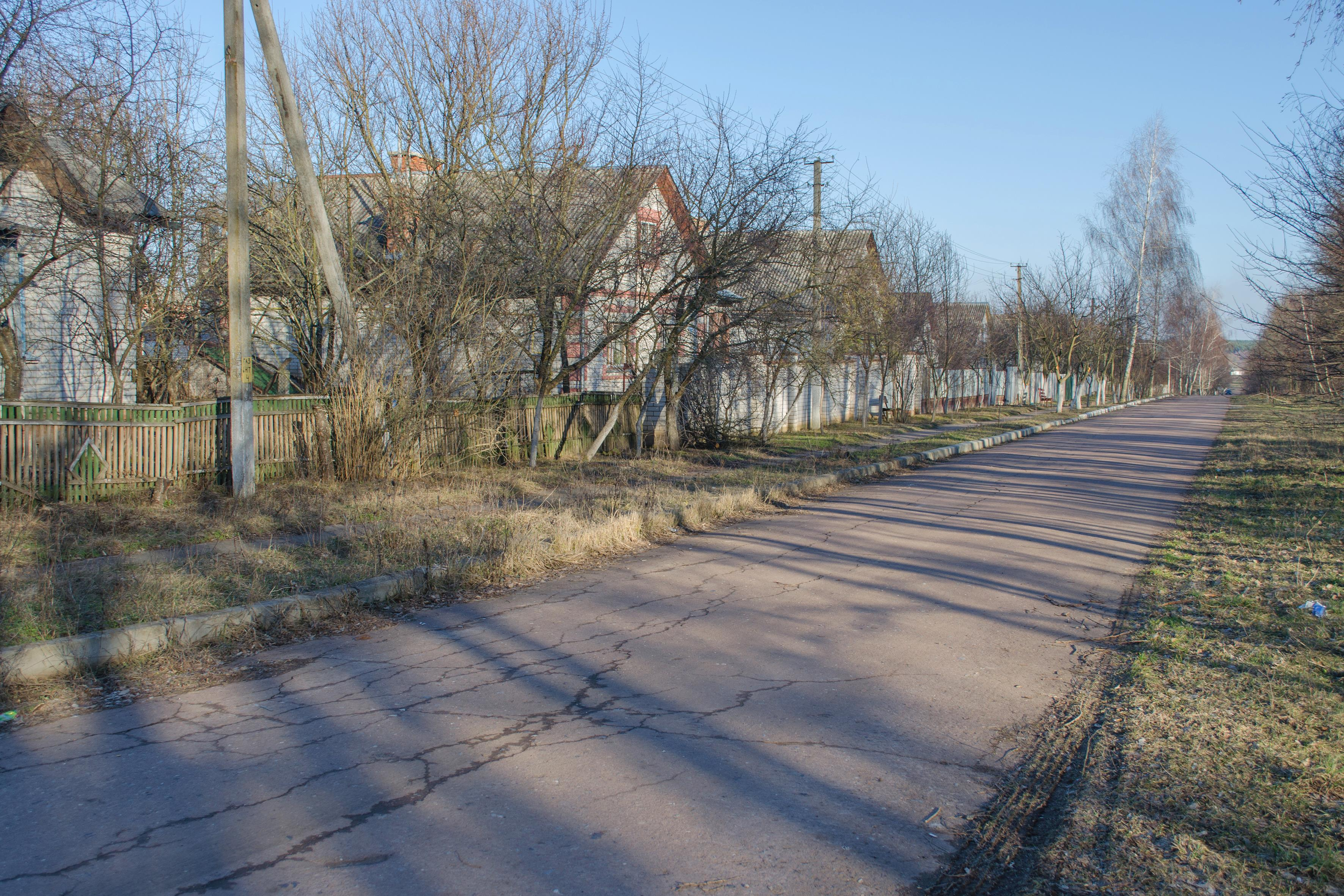
Вулиця
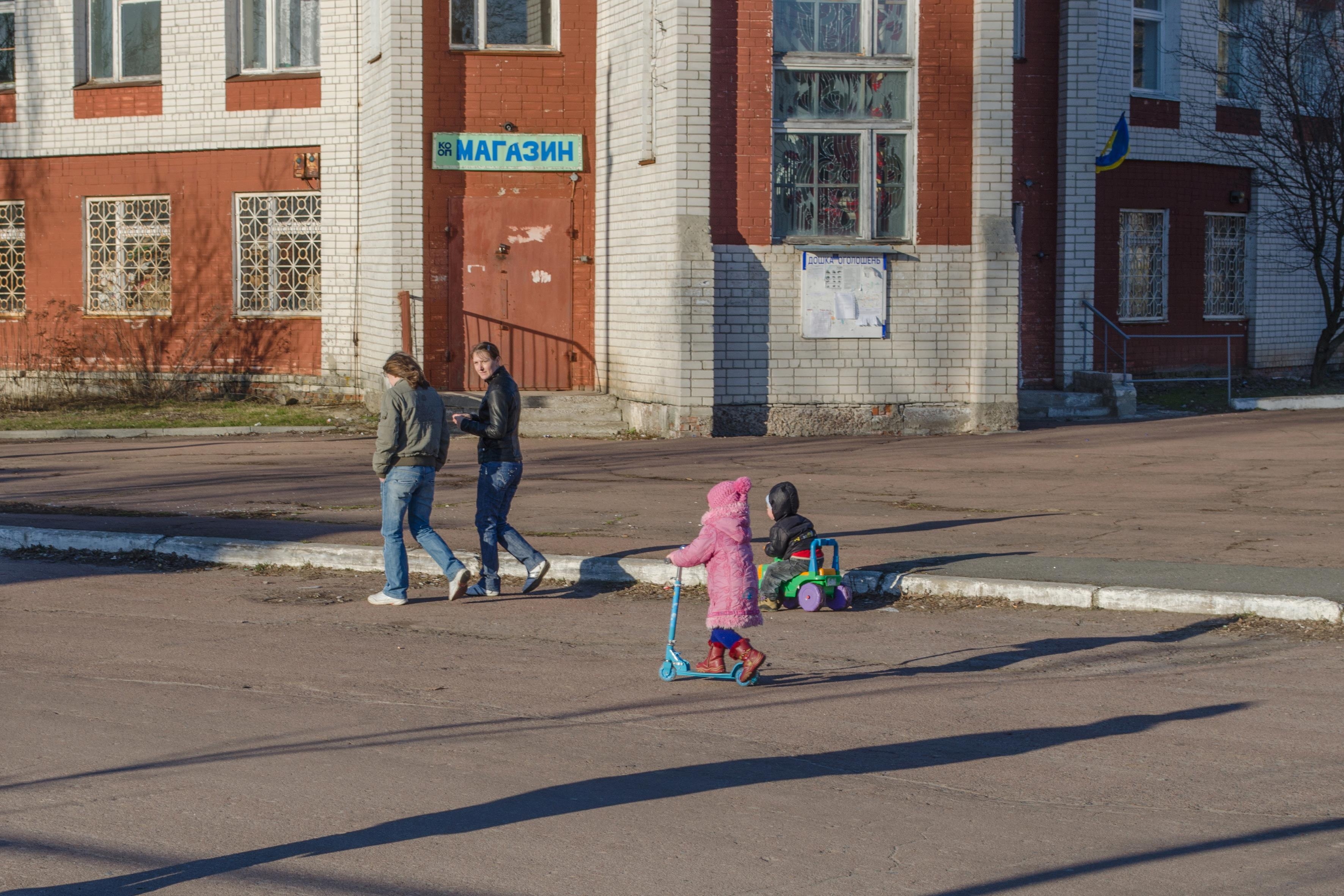
В центрі села